# Dietrich W. Dreyer
Dietrich W. Dreyer (* 2. April 1887 in Osterholz-Scharmbeck; † 18. Februar 1961 in Bremen) war ein deutscher Ingenieur und Filmproduzent.

## Leben
Geboren in einer Kleinstadt zur Zeit des Deutschen Kaiserreichs, arbeitete Dietrich W. Dreyer bereits ab 1906 und mit Unterbrechungen bis 1920 als Motorenwärter und Schiffsingenieur bei der Reederei Norddeutscher Lloyd. 1911 bis 1914 studierte er Maschinenbau in den Technischen Lehranstalten Bremen. Während des Ersten Weltkriegs diente Dreyer bei der Kaiserlichen Marine.
Zu Beginn der Weimarer Republik fand Dreyer zunächst Arbeit als Gewerbelehrer, erst in Bremerhaven, dann in Hannover. Dort lernte er den Filmproduzenten und Betreiber der Hannoverschen Gesellschaft für Kinematographie, Friedrich Döring, kennen, Bei dem später Döring-Film genannten Unternehmen drehte Dreyer im Auftrag seines früheren Arbeitgebers, dem Norddeutschen Lloyd, 1920 den Film Mit Schnellzug und Ozeandampfer von Berlin via Bremen nach New York, „den ersten von insgesamt 12 großen Schiffsreisefilmen.“ Parallel dazu baute Dreyer eine Vortragsorganisation auf, um populärwissenschaftliche Filme zu verbreiten und die gezeigten Szenen der Stummfilme durch Sprecher zu erläutern.
Mit dem Ende der Deutschen Hyperinflation trat Dreyer 1923 als Gesellschafter und zugleich als Technischer Direktor in die hierfür nun in eine GmbH umgewandelte Döring-Film ein.
Aufgrund des schon seinerzeit weltwirtschaftlich großen Gewichts der Vereinigten Staaten von Amerika in den 1920er Jahren und insbesondere wegen der Bedeutung der weiter ausgebauten Nordatlantik-Route des Norddeutschen Lloyds drehte Dreyer dann auch mehrere Filme über (Nord-)Amerika.

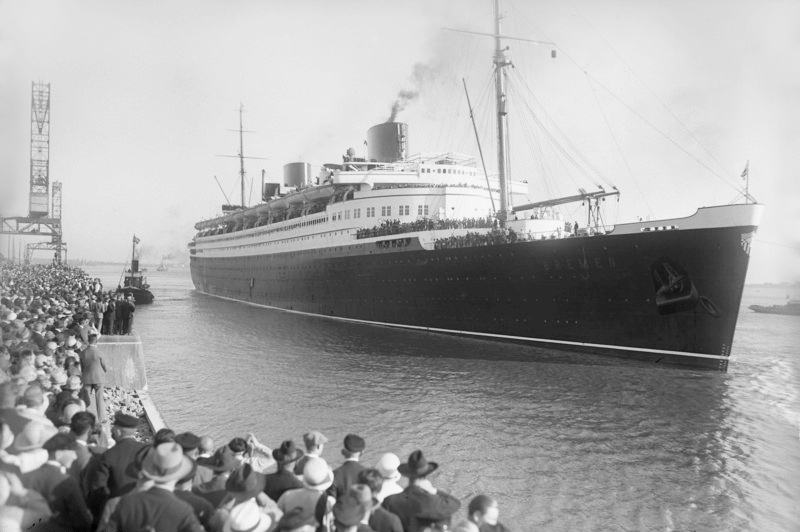
1929 schuf Dreyer anlässlich des Stapellaufs der Bremen einen Dokumentarfilm über „[...] die Königin der Meere“ des Norddeutschen Lloyds;
Fotografie des Schnelldampfers von Georg Pahl

Anlässlich des vielbeachteten und spektakulären Stapellaufs des 1929 in Dienst gestellten modernen Schnelldampfers Bremen drehte Dreyer seinen Film Bremen – Die Königin der Meere. Dreyer selbst kommentierte die noch im selben Jahr gezeigte Uraufführung im hannoverschen Palast-Theater. Sein Dokumentarfilm entstand in verschiedenen Perioden, vom „Bau und Stapellauf der Bremen IV“ bis zur „Jungfernfahrt des Luxusliners, Einschiffen, Leben und Luxus an Bord [bis zur] Ankunft in New York.“
Im Jahr der Machtergreifung durch die Nationalsozialisten schuf Dietrich W. Dreyer gegen große Widerstände – er war nicht Mitglied der NSDAP geworden – „seinen Deutschlandfilm“ Das schaffende und schöne Deutschland; ein Film, der mit Wilfried Basses Dokumentation Deutschland zwischen gestern und heute verglichen wird.
Noch bevor sein Geschäftspartner Friedrich Döring unter anderem Vorsitzender des der Reichsfilmkammer angeschlossenen Verbandes der deutschen Kultur-, Lehr- und Werbefilmhersteller e.V. („Lehrfilmbund“) wurde und die Döring-Film nach Berlin verlegte, trennte sich Dreyer von dem Unternehmen. Dennoch drehte er als „Oberingenieur Dietrich W. Dreyer“ unter der Adresse Berlin-Dahlem sowohl zur Zeit des Dritten Reichs als auch noch nach der Gründung der Bundesrepublik Deutschland zahlreiche Filme, zuletzt 1956 als Produzent den Kurz-Dokumentarfilm Zukunftsreiche Weser.

## Sonstiges
Dietrich W. Dreyer hatte einen Sohn, den Marine-Artillerie-Gefreiten Dietrich Dreyer (* 6. Juli 1920; †/vermisst ab 27. Mai 1941 auf dem Schlachtschiff Bismarck) Noch im selben Jahr schrieb sein Vater von Berlin-Dahlem, Meisenstraße 3, am 14. Dezember 1941 handschriftlich einen Kondolenzbrief an den sehr geehrten Herrn Dr. Kissel:

„Der Heldentod Ihres Sohnes erweckt mein tiefstes Mitgefühl ... Im gleichen Lebensalter fiel mein einziger Junge als P.K.-Filmberichter auf dem Schlachtschiff ‚Bismarck‘ ...“

## Filmographie (unvollständig)
- 1920: Mit Schnellzug und Ozeandampfer von Berlin via Bremen nach New York[1]
- 1928: Canada – Das Land der eigenen Scholle, Drehbuch: Dreyer; Regie: Karl Kindl, Hersteller: Döring-Film Werke GmbH[9]
- 1929: Bremen – Die Königin der Meere[1]
- 1933:
  - Das schaffende und schöne Deutschland[1]
  - Obering. Dreyers Autoreise durch die amerikanischen Nationalparks[10]
  - Gehetzte Menschen suchen Erholung[10]
- 1935: Wirtschaft von heute[10]
- 1936/1937: Die Contax der Zeiß-Ikon AG[10]
- 1937:
  - Deutsche Erfinder[10]
  - Silbersegen des Meeres[10]
- 1938:
  - Ein Auto wird geboren[10]
  - Automobile, wie sie gebaut werden und was sie leisten[10]
- 1946: Wir entdecken Amerika[11]
- 1950/1951:
  - Auf See gekehlt – auf See gesalzen[11]
  - Heringsfang auf hoher See[11]
- 1950–1952: Weltenbummel mit Obering. Dreyer[11]
- 1956: Zukunftsreiche Weser[11]